# Hugo Sigman
Hugo Sigman (Buenos Aires, 30 de septiembre de 1944) es un empresario argentino, reconocido por ser el fundador, director general y accionista del Grupo Insud, un conglomerado empresarial con presencia en los campos de la farmacéutica, la agroforestería y el cine, entre otros.

## Biografía

### Primeros años y estudios
Sigman nació en Buenos Aires, Argentina. Estudió medicina en la Universidad de Buenos Aires, obteniendo su grado de doctor en Medicina en 1969. Más adelante se graduó en la Escuela de Psicología Social dirigida por el doctor Enrique Pichon-Riviére.
En 1970 se incorporó como residente en el Servicio de Psiquiatría del Policlínico de Lanús, dirigido por el profesor Mauricio Goldenberg. Continuó su carrera, primero como jefe de residentes y luego como fundador y director de la Unidad de Emergencias Psiquiátricas del mismo hospital. En 1976 se trasladó a España, donde trabajó en el servicio de Psiquiatría del Hospital Clínico de Barcelona.

### Carrera empresarial
Comenzó su carrera empresarial involucrándose en la industria farmacéutica. En 1978 fundó el Grupo Chemo con su esposa Silvia Gold, una empresa químico-farmacéutica perteneciente al Grupo Insud. Con el paso del tiempo desarrolló tres empresas con el grupo: Chemo, la cual se encarga de producir ingredientes farmacéuticos activos (API) y formas farmacéuticas terminadas (FDF) para más de mil empresas farmacéuticas en todo el mundo; Exeltis, empresa de productos de salud femenina que opera en cerca de 40 países; y mAbxience, compañía de biotecnología creada en 2008 que produce medicamentos biosimilares.
En 1998 inició actividades agrícolas y forestales en diferentes lugares de la Argentina, centradas en el mejoramiento genético y la producción sostenible, con las empresas Garruchos, dedicada a la agricultura y la ganadería; Pomera, empresa forestal y la Cabaña Los Murmullos, una estancia de cría de ganado.
Sigman también es accionista de Bioceres, una empresa argentina de biotecnología centrada en la producción agrícola. Esta empresa desarrolló un gen que permite la producción de trigo, maíz y soja resistentes a las sequías y a la salinidad del suelo, y ha licenciado sus productos a los Estados Unidos, Francia y la India. 
En 2011 cofundó la Cámara Argentina de Biotecnología con el objetivo de fortalecer la política de colaboración público-privada en biotecnología y fomentar su desarrollo en la región. Inspirándose en ese modelo se establecieron otras asociaciones con instituciones como la Universidad de Buenos Aires, la Universidad Nacional de Quilmes, la Universidad Nacional de San Martín, los Hospitales Roffo y Garrahan, la Academia Nacional de Medicina y varias universidades extranjeras.
En 2020, su empresa mAbxience produjo el principio activo de la vacuna de Oxford‑AstraZeneca contra la COVID‑19, destinada a América Latina, y en 2022 vendió el 55 % del negocio al grupo alemán Fresenius Kabi por aproximadamente USD 548 millones, consolidando una alianza estratégica de alcance global.
K&S Films, compañía cinematográfica fundada por Oscar Kramer y Sigman, ha producido películas relevantes para la escena argentina e internacional con títulos como Kamchatka, El perro, El último Elvis, Séptimo y Relatos salvajes. Junto con su esposa Silvia Gold está al frente de Mundo Sano, una fundación que lucha contra las enfermedades tropicales desatendidas y en la actualidad realiza investigaciones sobre probables medicamentos para tratar la enfermedad del COVID-19.
Además de su rol como empresario, Hugo Sigman se ha consolidado como una figura clave en la articulación entre ciencia, industria y cultura en Argentina y el exterior. Su participación activa en iniciativas público-privadas, tanto en salud como en biotecnología, lo posiciona como un impulsor del desarrollo científico y productivo nacional. A través de sus empresas, fundaciones y alianzas estratégicas, ha promovido la innovación tecnológica, la internacionalización de proyectos argentinos y el fortalecimiento de capacidades locales en sectores críticos para el país.

## Premios y reconocimientos

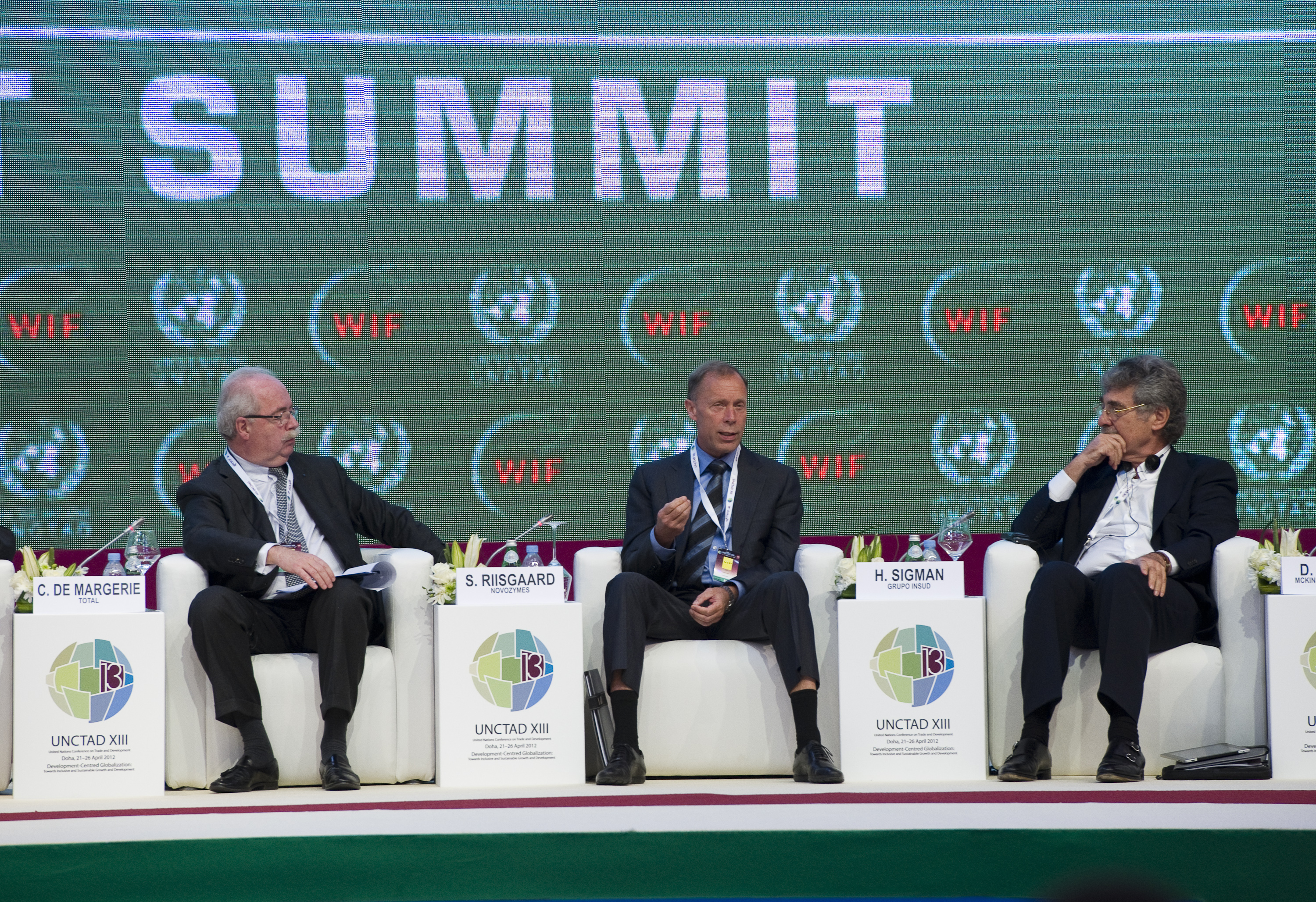
Sigman (derecha) en el Foro de Inversión Global

- 2008 - Diploma al Mérito en los Premios Konex, en la categoría «Empresarios Innovadores».
- 2009 - Participación en la 15.ª Conferencia de la Unión Industrial Argentina, y fue orador invitado en representación de la Argentina en las universidades de Harvard y Columbia.
- 2011 - Premio de la Asociación de Dirigentes de Empresa (ADE) en la categoría «Agroindustria».
- 2011 - Orador invitado en la Conferencia de las Naciones Unidas sobre Comercio y Desarrollo celebrada en Ginebra (Suiza).
- 2012 - Orador en el Foro de Inversión Global, organizado por las Naciones Unidas en Catar.
- 2013 - Reconocimiento a los logros del Consorcio de Investigación, Desarrollo e Innovación presentado por sus empresas en el 11º Simposio Internacional sobre el SIDA.
- 2013 - Empresario Modelo por sus valores y su trayectoria de la Fundación Endeavor.[15]
- 2015 - Premio al Empresario del Año otorgado por la empresa consultora EY (Ernst & Young) de Argentina.
- 2018 - 2º Diploma al Mérito en los Premios Konex en la categoría «Empresarios de la Industria».[16]